# Eucalyptus cloeziana
Espèce
Classification phylogénétique
Répartition géographique
Eucalyptus cloeziana est une espèce de plantes à fleurs du genre Eucalyptus et de la famille des Myrtaceae. C'est un arbre australien que l'on trouve dans le Queensland.

## Description
Il est de taille petite à grande avec une écorce rugueuse sur le tronc et les grosses branches, de couleur beige ou brun-jaune.
Les feuilles adultes sont alternes, pétiolées, lancéolées mesurant de 13 cm de long sur 3 cm de large, d'un vert brillant.
Les fleurs, blanches, apparaissent du début à la fin de l'été.

Eucalyptus cloeziana a été formellement décrit pour la première fois en 1878 par Ferdinand von Mueller, à partir d'un spécimen recueilli près de la Baie de Rockingham (en), dans le Queensland septentrional, en Australie, par John Dallachy (en). L'épithète spécifique (cloeziana) rend hommage à François Stanislas Cloëz qui a identifié l’eucalyptol comme le constituant majeur de l'huile d'eucalyptus.

## Répartition
On le trouve dans l'est du Queensland particulièrement à l'est de Tambo de Mundubbera à Gympie, et de l'ouest de Townsville au nord-ouest de Cooktown et dans des zones isolées entre les deux.